# Casargo
Casargo é uma comuna italiana da região da Lombardia, província de Lecco, com cerca de 894 habitantes. Estende-se por uma área de 20 km², tendo uma densidade populacional de 45 hab/km². Faz fronteira com Crandola Valsassina, Margno, Pagnona, Premana, Primaluna, Taceno, Tremenico, Vendrogno.

## Demografia
| Variação demográfica do município entre 1861 e 2011                               |
|                                                                                   |
| Fonte: Istituto Nazionale di Statistica (ISTAT) - Elaboração gráfica da Wikipedia |